# Je t'écris de Paris
Pour plus de détails, voir Fiche technique et Distribution.
Je t'écris de Paris est un film français réalisé par Quinto Albicocco et sorti en 1967.

## Synopsis
Virginie est une jeune fille que Franck a rencontrée à Paris. Il lui a envoyé une lettre et les saisons se succèdent sans qu'il reçoive de réponse. Son attente amoureuse s'égrène à Paris au fil d'une chanson.

## Fiche technique
- Titre original : Je t'écris de Paris
- Titre de travail : Virginie
- Réalisation : Quinto Albicocco
- Scénario : Quinto Albicocco
- Dialogues : Quinto Albicocco
- Musique : Gérard Gustin
- Chanson : Je t'écris de Paris, paroles de Christine Fontane et musique de Gérard Gustin, interprétée par Franck Fernandel
- Photographie : Quinto Albicocco
- Pays d'origine :  France
- Langue : français
- Société de production : Cannes Films
- Société de distribution : Paramount Pictures
- Format : couleur — 35 mm — monophonique
- Genre : court métrage, film romantique
- Durée : 10 minutes[1]
- Date de sortie :  20 décembre 1967[1]
- Mention CNC : tout public (visa  no 28354 délivré le 30 novembre 1967)

## Distribution
- Franck Fernandel (voix off) : narrateur et interprète de la chanson